# Hoplophryne rogersi
Hoplophryne rogersi es una especie  de anfibios de la familia Microhylidae.

## Distribución geográfica
Se encuentra en Tanzania.

## Estado de conservación
Se encuentra amenazada de extinción por la pérdida de su hábitat natural.